# Brigueuil
Brigueuil [bʁiɡœj] (okzitanisch Briguelh) ist ein Ort und eine Gemeinde mit 1.101 Einwohnern (Stand 1. Januar 2022) im westfranzösischen Département Charente in der Region Nouvelle-Aquitaine. Die Gemeinde besteht aus mehreren Weilern und Einzelgehöften.

## Lage
Der Ort Brigueuil liegt in einer Höhe von etwa 290 m ü. d. M. im Osten der alten Kulturlandschaft des Angoumois, einem Teil der Charente, in geringer Entfernung zum Département Haute-Vienne und damit zur historischen Provinz Limousin. Der Ort ist etwa 75 km (Fahrtstrecke) in nordöstlicher Richtung von der Stadt Angoulême entfernt; bis nach Limoges sind es dagegen nur rund 38 km in südöstlicher Richtung. Im Gemeindegebiet entspringt der Fluss Goire, ein Nebenfluss der Vienne.

## Bevölkerungsentwicklung
| Jahr      | 1800 | 1851 | 1901 | 1954 | 1999 | 2013 |
| Einwohner | 2146 | 2064 | 1855 | 1214 | 1007 | 1055 |

Der kontinuierliche Bevölkerungsrückgang im ausgehenden 19. und im 20. Jahrhundert ist im Wesentlichen auf den Verlust an Arbeitsplätzen infolge der Reblauskrise im Weinbau einerseits und der zunehmenden Mechanisierung der Landwirtschaft andererseits zurückzuführen.

## Wirtschaft
Der Ort und seine Umgebung waren jahrhundertelang landwirtschaftlich geprägt; die meisten Menschen lebten als Selbstversorger von den Erträgen ihrer Felder und Gärten; auch Viehzucht wurde in geringem Umfang betrieben. Im Ort selbst ließen sich auch Handwerker und Kleinhändler nieder. Im ausgehenden Mittelalter und in der frühen Neuzeit wurde der Weinbau vorangetrieben, der jedoch – nach der Reblauskrise im ausgehenden 19. und beginnenden 20. Jahrhundert – heutzutage keine Bedeutung mehr hat. Seit den 1960er Jahren spielt der Tourismus in Form der Vermietung von Ferienwohnungen (gîtes) eine nicht unbedeutende Rolle im Wirtschaftsleben der Gemeinde.

## Geschichte
In  der Antike bildete die Region die Grenze zwischen den Siedlungsgebieten der keltischen Stämme der Piktonen und den weiter östlich ansässigen Lemoviken; beide Stämme wurden von Caesar im Verlauf des Gallischen Krieges unterworfen.
Im 11. Jahrhundert gehörten der Ort und seine Burg (château) zur Baronie von Rochechouart. Im ausgehenden Mittelalter erhielt Brigueuil eine Stadtmauer (remparts). Bis zur Französischen Revolution gehörte die Kirche des Ortes zum Bistum Limoges. In den Jahren 1567 bis 1574 stand Brigueuil unter dem Einfluss des Protestantismus.

## Sehenswürdigkeiten

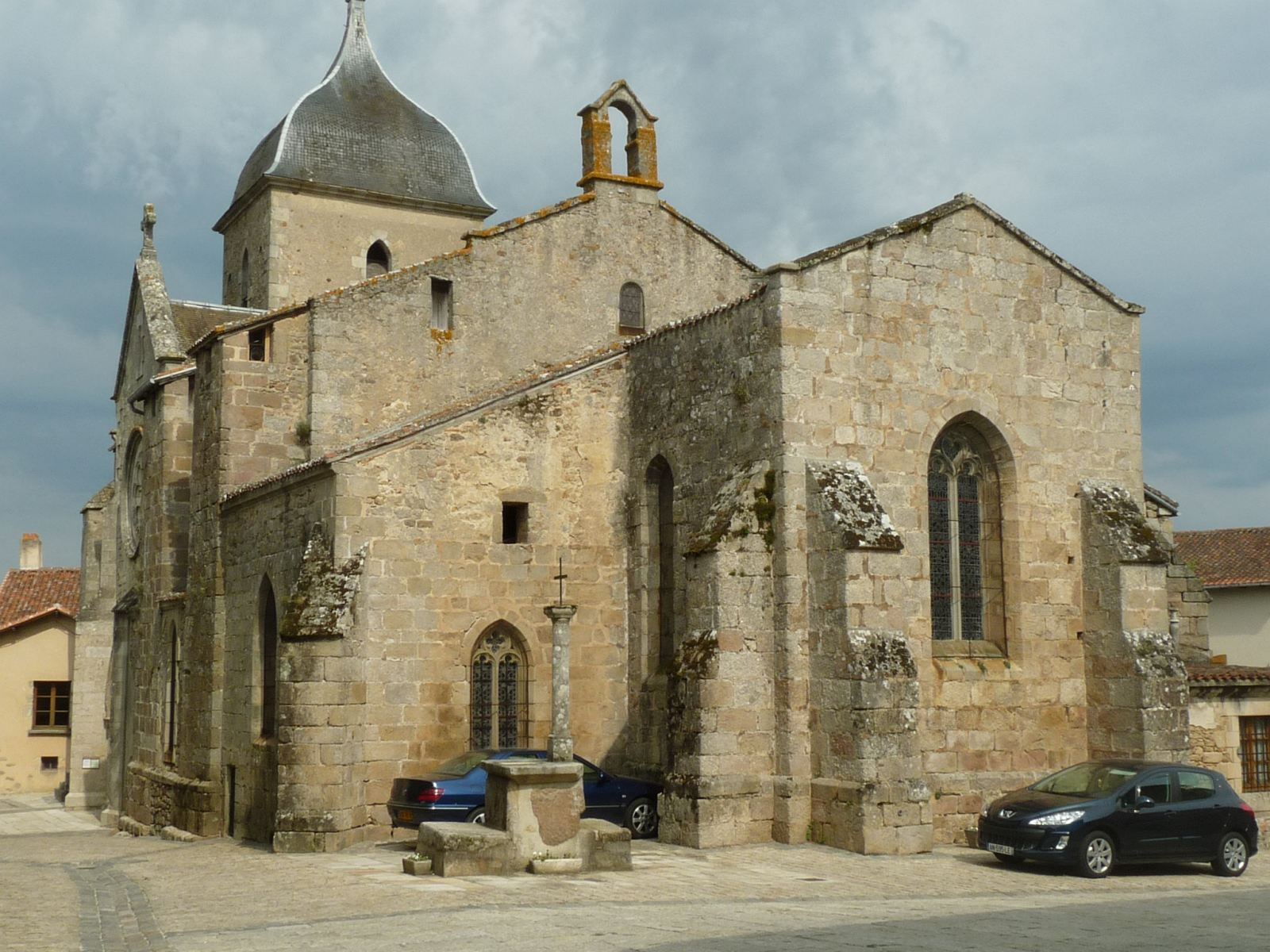
Kirche Saint-Martial

- Viele der älteren Häuser im Ortszentrum (bourg) sind aus Bruchsteinen erbaut.
- Die dreischiffige Pfarrkirche Saint-Martial stammt noch aus dem 12. Jahrhundert. Nach dem Ende des Hundertjährigen Krieges (1337–1453) wurde sie jedoch weitgehend im gotischen Stil umgestaltet – so erhielt der Glockenturm eine der in Frankreich (mit Ausnahme der Franche-Comté) äußerst seltenen Hauben. Der Kirchenbau ist seit dem Jahr 1925 als Monument historique anerkannt.[2] Die Kirche birgt ein steinernes Grabmonument (gisant) für Marguerite de Chabot, welches gesondert unter Schutz gestellt wurde.[3]
- Auf dem Kirchhof steht eine der im Westen Frankreichs häufiger anzutreffenden Totenleuchten (lanterne des morts). Sie stammt möglicherweise noch aus dem 12./13. Jahrhundert und wurde im Jahr 1932 als Monument historique eingestuft.[4]
- Vom ehemaligen Schloss stehen nur noch die Reste eines Tores.

außerhalb
- In einer Scheune im Weiler La Boulomie (45° 56′ 37,3″ N, 0° 54′ 31,3″ O) befindet sich ein außergewöhnliches Mausoleum (Tombeau de Saint-Georges) aus dem 12. Jahrhundert für eine namentlich nicht näher bekannte Person. Der polygonale Grundriss des Bauwerks wird von einigen Forschern mit dem Heiligen Grab in Jerusalem in Verbindung gebracht, wodurch eine zeitliche Einordnung in die Zeit der Kreuzzüge möglich wäre. Das Mausoleum ist seit dem Jahr 1932 als Monument historique anerkannt.[5]